# Lindy Boggs
Marie Corinne Morrison Claiborne Boggs, née le 13 mars 1916 à New Roads (Louisiane) et morte le 27 juillet 2013 à Chevy Chase (Maryland), est une femme politique américaine.

## Biographie
Marie Corinne Morrison Claiborne est née en 1916 à Brunswick Plantation, près de New Roads, dans la paroisse de Pointe Coupée, au sud de la Louisiane, fille de Corinne Morrison et de Roland Philemon Claiborne, un avocat. Son père est mort alors qu'elle n'avait que deux ans.
Elle étudie à la Newcomb Memorial College, branche féminine de l'université Tulane. Elle y rencontre Thomas Hale Boggs. Ils travaillent tous deux sur le journal de l'université,. Puis elle travaille comme institutrice après avoir obtenu son diplôme à Tulane. Claiborne et Boggs se marient en 1938,. En 1940, Hale Boggs remporte un siège à la Chambre des représentants et la famille Boggs s'installe à Washington. Boggs perd sa tentative de réélection en 1942, mais revient ensuite pour remporter un siège de représentant de la paroisse de Jefferson en 1947, où il siège jusqu'à sa mort. Il est plusieurs fois réélu. Mais, en octobre 1972, l'avion bimoteur Cessna du représentant Hale Boggs disparaît au-dessus de l'Alaska. Boggs aidait un collègue, Nick Begich, à faire campagne pour sa réélection, rendant nécessaire la tenue d'une élection spéciale.

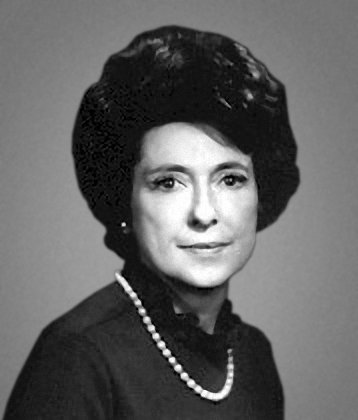
Lindy Boggs en 1975.

Lindy Boggs se présente avec succès en tant que démocrate pour le siège vacant de son mari dans le 2e district du Congrès de Louisiane, à la Nouvelle-Orléans. Elle est élue pour un mandat complet en 1974 et est réélue jusqu'à ce qu'elle annonce son retrait de la vie publique et quitte son poste en janvier 1991,.
Elle s’est notamment préoccupée des droits des femmes, luttant par exemple contre la violence conjugale. Elle est aussi la première femme à présider une convention politique nationale, en l'occurrence la Convention nationale démocrate de 1976. En 1997, le président Bill Clinton la nomme ambassadrice des États-Unis auprès du Saint-Siège, poste qu'elle occupe jusqu'en 2001.
Elle meurt de causes naturelles à son domicile de Chevy Chase, dans le Maryland, en juillet 2013, à l'âge de 97 ans,,.

### Articles annexes
- Liste des représentants de Louisiane